# Alte Ulrichstraße

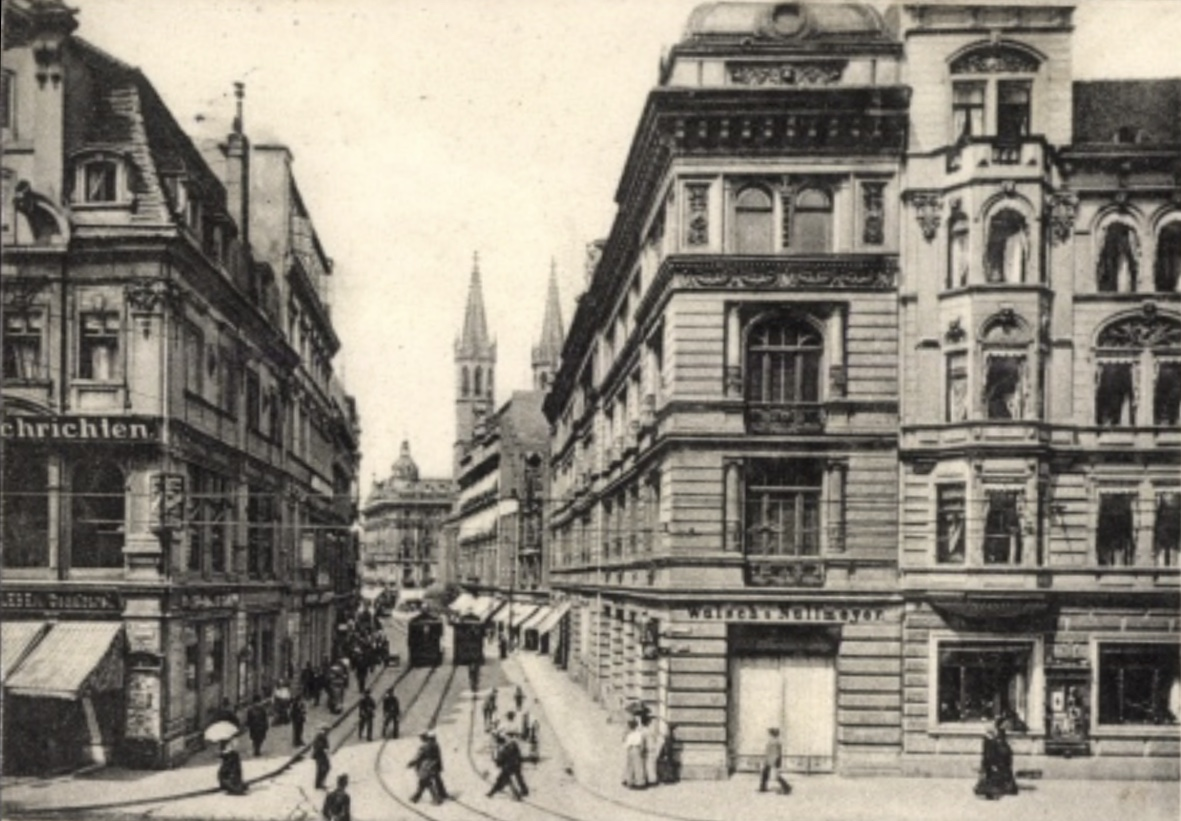
Blick vom Breiten Weg nach Westen in die Alte Ulrichstraße, 1903 oder früher

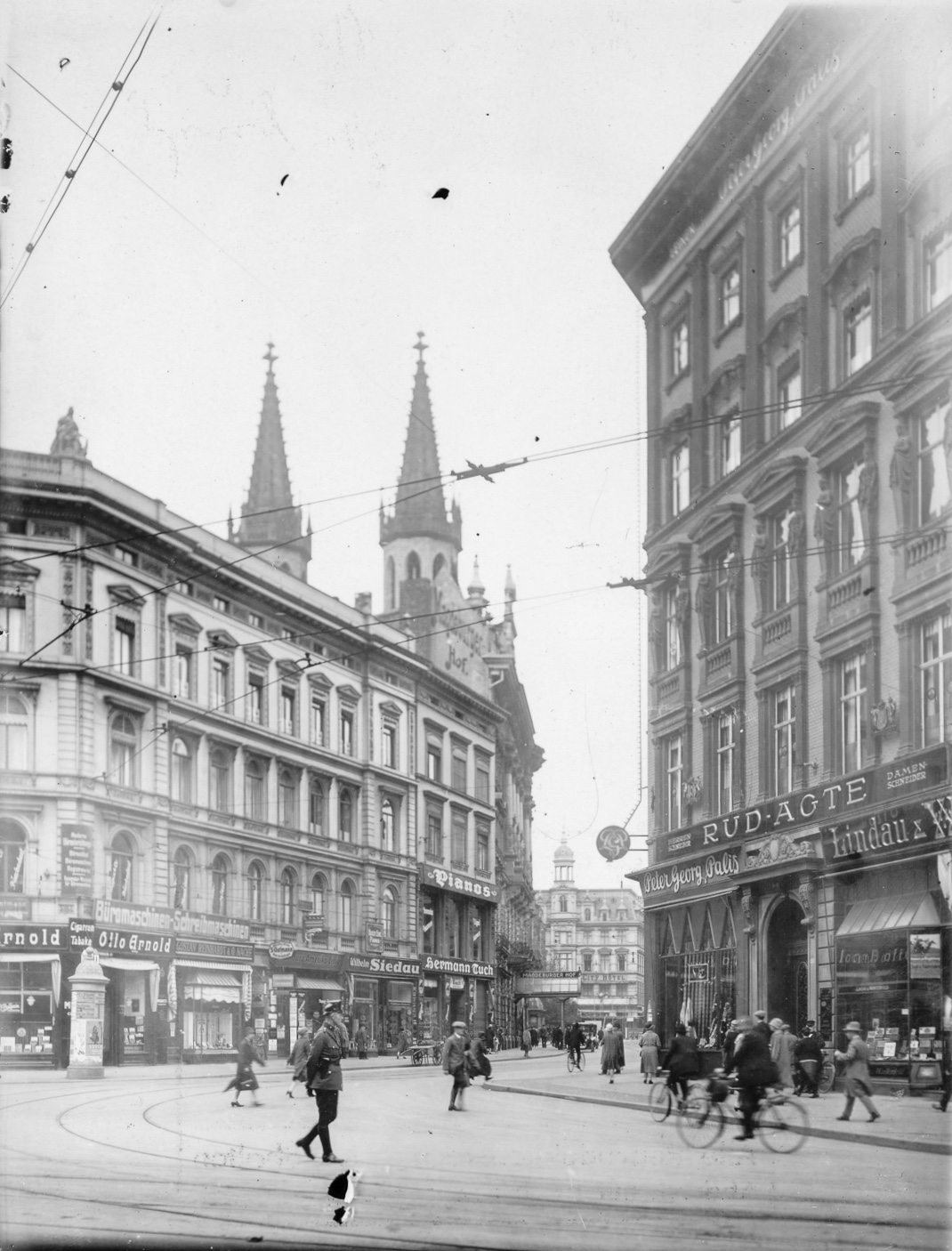
Blick von Westen in die Alte Ulrichstraße

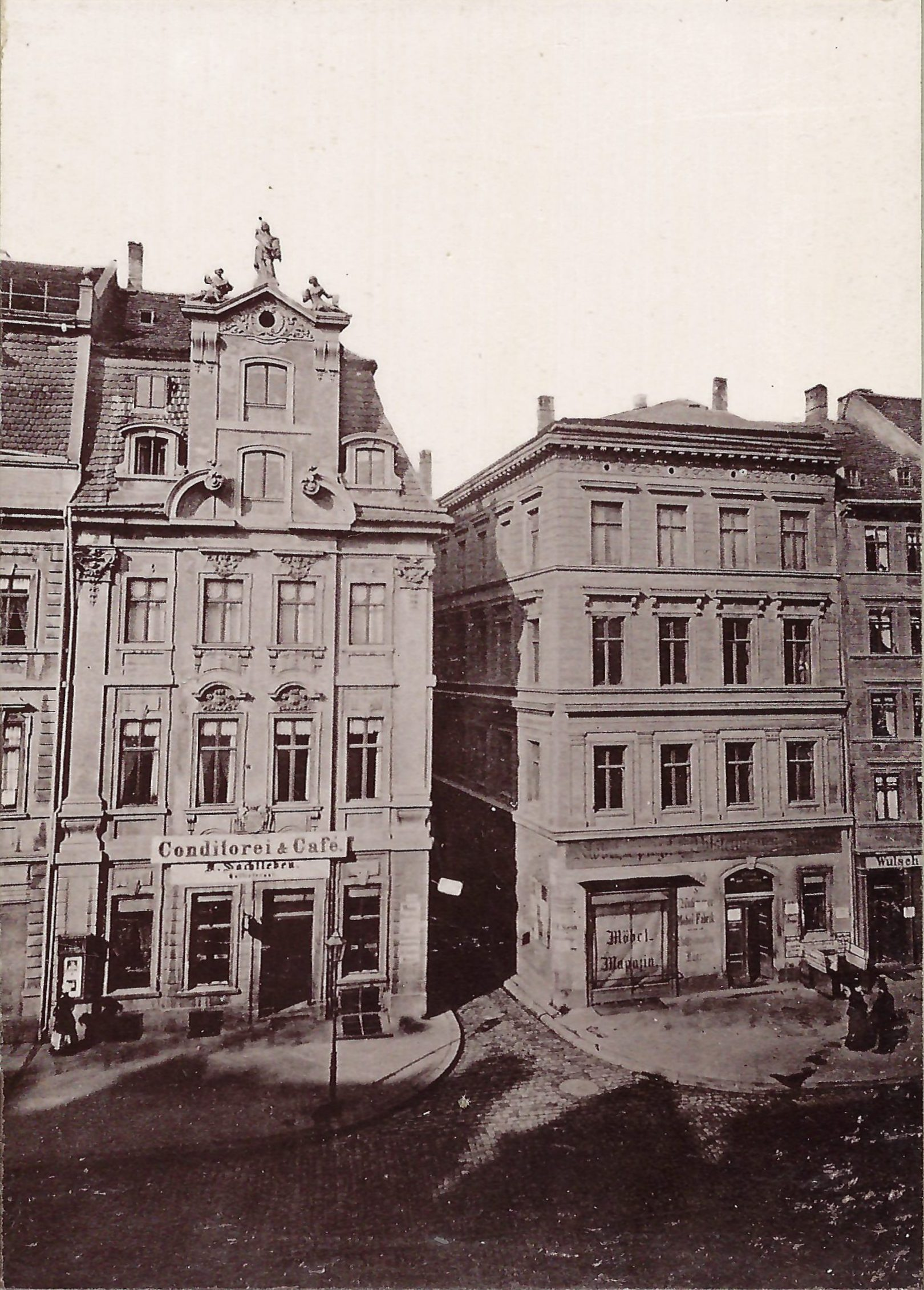
Einmündung auf den Breiten Weg vor der Erweiterung von 1887

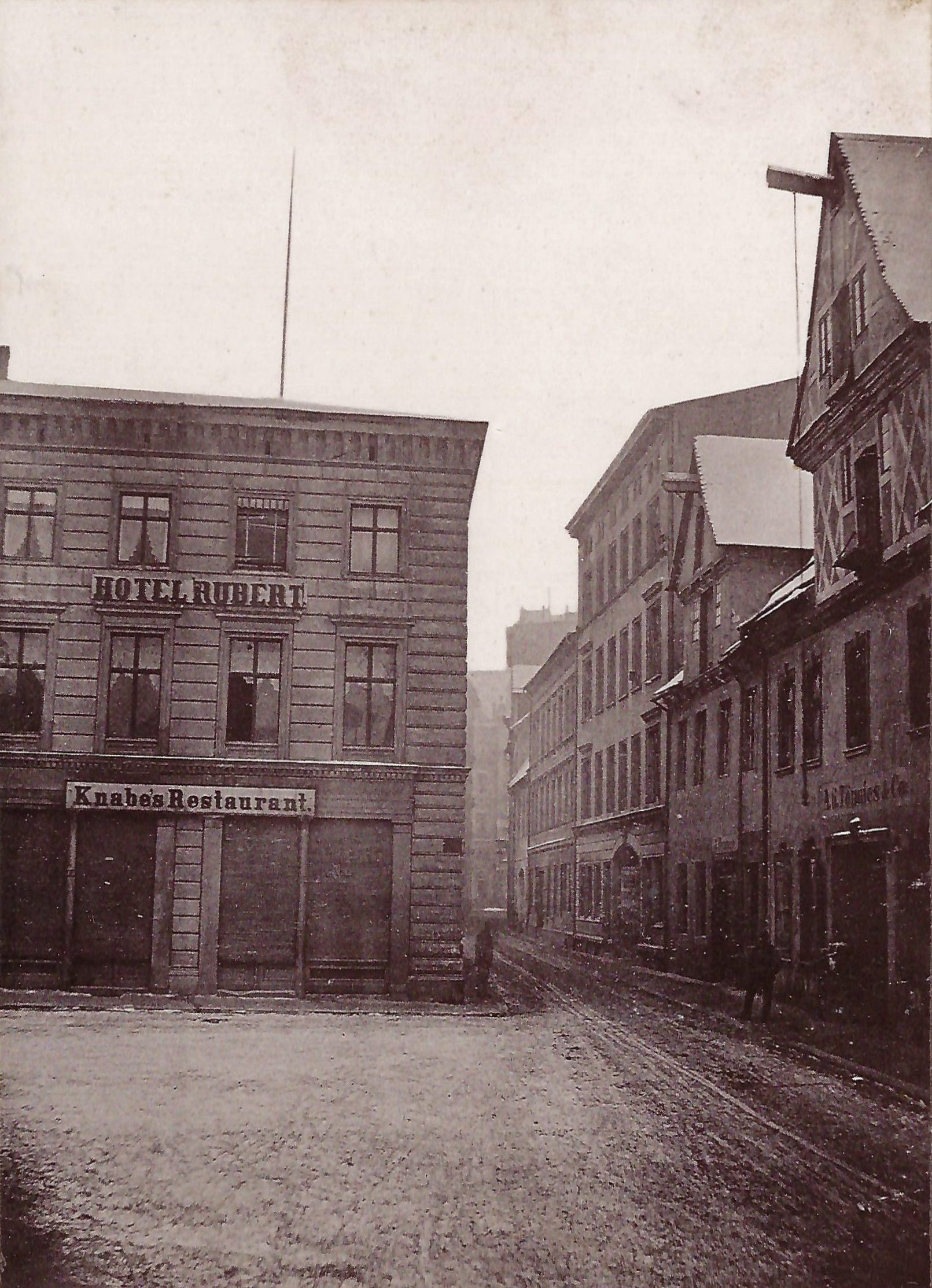
Blick auf das Ostende der Alten Ulrichstraße vor 1887

Die Alte Ulrichstraße war eine Straße in Magdeburg im heutigen Sachsen-Anhalt. Nach Zerstörungen im Zweiten Weltkrieg wurde die Straße aufgegeben und überbaut.

## Lage und Verlauf
Die Straße befand sich in der Magdeburger Altstadt. Sie begann am Breiten Weg und verlief von dort aus gerade nach Westen in Richtung Otto-von-Guericke-Straße südlich entlang der Ulrichskirche. Von Norden mündete die Kleine Münzstraße und die Kutscherstraße ein, von Süden die Prälatenstraße.
Die Hausnummerierung verlief von der Nummer 1 nahe der nordöstlichen Ecke aufsteigend nach Westen bis zur Nummer 3. Dort mündete die Kleine Münzstraße ein. Danach schloss sich die Ulrichskirche an. Westlich der Kirche lag die Einmündung der Kutscherstraße. Es folgten die Nummern 4 bis zur 7 an der Otto-von-Guericke-Straße. Auf der Südseite lief die Nummerierung zurück mit den Nummern 8 und 9 und der dann einmündenden Prälatenstraße. Es folgte dann ein offiziell unbenannter Durchgang zur südlich gelegenen Schöneeckstraße. Er wurde in Adressbüchern als Ulrichsdurchgang bezeichnet, alte Bezeichnungen waren Kirchgäßchen (1651) und Ulrichsgäßchen (1803). Mit den weiteren Hausnummern von 13 bis 20 lief die Nummerierung bis zum Breiten Weg weiter. Das südliche Eckhaus zum Breiten Weg war das Haus Zum warmen Loch (Breiter Weg 165).
Heute befindet sich im östlichen Teil der Alten Ulrichstraße das Ulrichshaus Magdeburg, im westlichen Teil die Grünanlage des heutigen Ulrichsplatzes.

## Geschichte
Ältester belegter Name der Straße war im Jahr 1552 St. Ulrichstraße. Dieser Name dürfte aber bereits mittelalterlichen Ursprungs sein und ging auf die in der Straße gelegene Ulrichskirche zurück. Als weiterer Name war zeitweise Roßmarienstraße gebräuchlich, der sich vom Haus Zum Roßmarienstock (Nummer 17) ableitete. Otto von Guericke verwandte ihn, vermutlich fälschlich, allerdings 1632 für die Weinfaßstraße. Die Verwendung der Bezeichnung Roßmarienstraße ist für die Zeit zwischen 1648 und 1706 für mehrere Häuser im östlichen Abschnitt der Ulrichstraße belegt, so dass angenommen werden kann, dass der Name speziell für den östlichen Abschnitt genutzt wurde, der westliche Teil hingegen weiter Ulrichstraße hieß. Der westlichste Abschnitt der Alten Ulrichstraße, zwischen Prälatenstraße und späterer Otto-von-Guericke-Straße hieß lange Am Ulrichstor. Dieser Name ist seit 1807 belegt und galt bis 1873. Dann wurde er, nach dem Abbruch des Ulrichstors, in Am alten Ulrichstor geändert.
1848 wurde etwas weiter nördlich, vom Breiten Weg aus, die Neue Ulrichstraße angelegt. Zur Unterscheidung trug die Ulrichstraße seitdem die Bezeichnung Alte Ulrichstraße. Die Straße war in ihrem östlichen Abschnitt zunächst, trotz ihrer zentralen Lage und der Funktion als Zuwegung zum Ulrichstor, sehr schmal. Hintergrund hierzu war, dass das Ulrichstor nicht für den über das Schrotdorfer Tor geführten Fernverkehr genutzt wurde, sondern lange nur als lokale Verbindung zu den vor den Stadtmauern gelegenen Äckern diente.
1883 wurde der östliche Abschnitt der Alten Ulrichstraße erweitert. Zugleich wurde der Bereich Am alten Ulrichstor in die Alte Ulrichstraße einbezogen und die Nummerierung geändert.
Der Bereich der Alten Ulrichstraße wurde im Zweiten Weltkrieg beim Luftangriff auf Magdeburg am 16. Januar 1945 zerstört. In der Zeit der DDR blieb die Fläche als Teil des Zentralen Platzes unbebaut. 1997 entstand dann dort das Ulrichshaus.

## Historische Häuser der Alten Ulrichstraße
| Hausnummer                   | Name                                                | Bemerkungen | Bild                                  |
| ---------------------------- | --------------------------------------------------- | --- | ------------------------------------- |
| 1                            |                                                     | 1631 befanden sich auf dem Grundstück zwei Häuser. Eines war ein Brauhaus und gehörte 1631 Hans Hecht (fälschlich auch Picht). 1649 verkaufte seine Tochter Elisabet, verheiratete Günther, die Stätte für 320 Taler an Johann Schnäbel. Zu diesem Zeitpunkt wurde zum Zustand der Stätte ausgeführt, dass der Giebel drohe einzustürzen. Danach gehörte es Hans Haselich. 1661 verkaufte der Kaufmann Klemens Peters das Haus für 800 Taler an den Seidenkramer Georg Giese. Von Giese erwarb es 1663 der Brauer Nikolaus Thie für 925 Taler. Eigentümer des anderen Hauses war vor 1631 Andreas Meseken, 1631 dann der Sattler Johann Schreiber (fälschlich auch Schober). Der nächste Mann seiner Frau, der Sattler Adolf Ehre, wurde 1647 und 1651 als Eigentümer geführt. 1679 und 1683 gehörte die Stätte der Witwe des Branntweinbrenners Johann Brand. In der Zeit nach 1683 erwarb Thie diese Stätte zu seinem Haus hinzu, so dass beide Grundstücke vereint waren. Thie wurde zuletzt 1688 erwähnt. 1692 veräußerten seine Erben das Haus für 2100 Taler an den Fleischer Hans Zacharias Gräser. Sein Sohn, der Fleischer Johann Heinrich Gräser, blieb bis 1726 Eigentümer. Mit der Verbreiterung der Alten Ulrichstraße im Jahr 1887 wurden die Häuser Breiter Weg 163 und 164 abgerissen und die Alte Ulrichstraße 1, mit nun zurückgesetzter Straßenflucht, nach Westen bis zum Breiten Weg verlängert. 1889 wurde das nun neue Eckgrundstück zum Breiten Weg mit einem Geschäftshaus für Wulsch und Nullmeyer neu bebaut. 1905, 1919 und 1922 wurde Umbauten an den Ladengeschäften vorgenommen. 1914 gehörte das Haus den Nullmeyerschen Erben und der Rentnerin J. Wulsch. Im Jahr 1925 wurde der Kaufmann Werner Klavehn, 1938 und 1940 der Kaufmann G. Eppens sowie die Erben von Wulsch und Nullmeyer erwähnt. | 1903 oder früher, nach 1889           |
| 2 (alt 1)                    |                                                     | Im Jahr 1631 gehörte das Haus dem Böttcher Hans Manholt. Die Stätte wurde dann 1646 für 20 Taler von der Witwe Manholts an den Zimmermeister Erhard Lindner verkauft. 1650 erwarb das Haus der Handelsmann Heinrich Scheffer für 650 Taler von Lindner. Scheffer verstarb 1663. Im Jahr 1679 gehörte das Haus dem Schiffer Joachim Jesse, 1683 dann seinen Erben. 1692 war der Kunstmaler Erdmann Braumann Eigentümer. Er blieb es bis 1737. | vor 1927                              |
| 3a (alt 2)                   |                                                     | 1631 gehörte das Haus den Erben von Joachim Brünsekes (auch Brünsing). Seine Kinder verkauften die mit einem Häuslein bebaute Stätte in der Zeit bis 1646 an den Buchbinder Erhard Gorries, der bis 1650 verstarb. Der nächste Mann seiner Ehefrau war der Kupferschmied Michael Jänig (auch Jenicke), der sowohl 1651 als auch 1655 als Eigentümer des Hauses geführt wurde. 1683 gehörte es seinen Erben, dann den Erben von Arnd Köpke. Im Jahr 1692 veräußerte das Haus der Fleischer Andreas Öhler für 270 Taler an den Schneider Wilhelm Paschetag, der es 1738 an Johann Ephraim Felber verkaufte. |                                       |
| 3b (alt 3)                   |                                                     | Noch bis in die Zeit um 1690 gehörte die Fläche mit zum Grundstück 3a und wurde dann abgetrennt. 1692 war Joachim Dörre Eigentümer. 1725 veräußerte es seine Witwe an die Frau von Johann Ephraim Felber. |                                       |
| ohne Nummer                  | Ulrichskirche                                       | | Ulrichskirche                         |
| 4 (alt Kutscherstraße 10/11) | Pfarrhaus der Ulrichsgemeinde Hotel Magdeburger Hof | Auf dem Grundstück befand sich bereits vor 1631 das Pfarrhaus der Ulrichsgemeinde. Diese Nutzung blieb bis etwa in das letzte Viertel des 19. Jahrhunderts bestehen. Dann entstand das Hotel Magdeburger Hof. | Pfarrhaus, vor 1890 · Magdeburger Hof |
| 5                            |                                                     | Noch bis in die Zeit um 1700 gehörte das Grundstück mit zur benachbarten Nummer 4, wurde dann jedoch abgetrennt. Ohne Jahresangabe wurde ein Eigentum von Andreas Kirchhoff verzeichnet. |                                       |
| 6 (alt Ulrichstor 1)         |                                                     | Auf dem Grundstück befand sich das Torwärterhaus des Ulrichstors. |                                       |
| 7a (alt Ulrichstor 2)        |                                                     | Das Gebäude befand sich außerhalb des Tors und wurde erst in der Zeit um 1800 errichtet. Im Haus Alte Ulrichstraße 7 lebte zumindest in den 1930er Jahren das jüdische Ehepaar Adolf und Hermine Hoffmann, die hier auch einen Leinen- und Baumwollgeschäft betrieben. Beide wurden 1942 in das Warschauer Ghetto verschleppt und dann ermordet. Zwei 2021 verlegte Stolpersteine erinnern an ihr Schicksal. |                                       |
| 7b (alt Ulrichstor 3/4)      |                                                     | Auf dem erst im 18. Jahrhundert bebauten Grundstück befanden sich zwei Häuser. Es bildete in den 1930er Jahren die östlichen Teile des Grundstücks Otto-von-Guericke-Straße 97. |                                       |
| 8 (alt Ulrichstor 5)         |                                                     | 1631 standen zwei Häuser auf dem Grundstück. Eines gehörte 1631 dem Schmied Heinrich Bergmann (auch Bechmann) während das andere 1631 und 1634 im Eigentum von Simon Rathge (auch Redekow). 1649 war der Korbmacher Georg Hüne Eigentümer des Hauses. Er verstarb 1658. Seine Witwe heiratete den Korbmacher Hans Schultze, der 1660 als Eigentümer geführt wurde. 1683 und 1699 war seine Witwe Eigentümerin. Das Grundstück wurde dann wieder wüst und 1707 vom Tabakspinner Heinrich Wentz für 250 Taler erworben. Er bebaute es bis 1712 neu. Später gehörte es dann Martin Hesse. |                                       |
| 9 (alt Ulrichstor 6)         |                                                     | Das Haus gehörte 1631 dem Stellmacher Lorenz Franke. Er veräußerte die Stätte im Jahr 1634 an den Ackermann Jakob Schmidt, der sie 1649 für 40 Taler an den Stellmacher Melchior Herlitz verkaufte. Bis 1652 bebaute er das wohl infolge der Zerstörung Magdeburgs im Jahr 1631 noch wüste Grundstück neu. 1665 wurde dann seine Witwe als Eigentümerin genannt, sie verstarb 1667. 1679 gehörte das Grundstück dem Stellmacher Paul Paris. 1683 und 1699 dann jedoch seiner Witwe. 1717 und 1719 wurde der Seiler Johann Paris als Eigentümer geführt. |                                       |
| 10 (alt Prälatenstraße 17)   | Zum grünen Hirsch                                   | 1620 und 1631 gehörte das Brauhaus Hieronymus Falke. 1651 verkauften seine Erben die Stätte für 300 Taler an den Kapitänleutnant Martin Grunau, der die wohl infolge der Zerstörung Magdeburgs im Jahr 1631 noch leere Stätte 1652 bebaute. 1672 veräußerte er das Haus für 1100 Taler an Martin Bilhoch senior. Der Brauer Martin Bilhoch junior war 1683 Eigentümer. Sein Sohn Tobias erwarb das Haus 1685 für 900 Taler von ihm. Er wurde zuletzt 1719 erwähnt. Noch in den 1930er Jahren befand ein Hausstein im Hof. |                                       |
| 11 (alt 4)                   | Zur Dorotheenburg                                   | 1631 war Hans Stölting Eigentümer. Er wandte sich mit einem Schreiben vom 7. Januar 1637 aus Lüneburg an den Rat, in dem er mitteilte, dass er mangels Geld nicht nach Magdeburg zurückkehren könne. Seine Frau und die Kinder seinen an der Pest gestorben. 1643 veräußerten seine Erben die Stätte an die Ulrichsgemeinde, die sie 1652 für 112 Taler an die Witwe des Stellmachers Valentin Rades verkaufte. Von ihrem Erben, dem Stellmacher Hans Ebeling erwarb es 1660 für 130 Taler der Grobschmied Lorenz Schrader. Schrader veräußerte die Stätte 1678 für 200 Taler an den Landkutscher Christoph Wiegel. Er wurde zuletzt 1683 erwähnt. 1699 erwarb es wohl gemeinsam mit der benachbarten Nummer 12 der Schmied Hans Germershausen. Seine Erben verkauften beide Grundstücke 1716 an Friedrich Andreas Germershausen, der es 1718 an den Gürtler Johann Christian Steinberg für 1040 weiter veräußerte. Von Steinberg erwarb es nach kurzer Zeit 1719 für 1400 Taler an Christoph Franke. In der Zeit um 1823 gehörte das Haus dem Koch Johann Friedrich Schöne junior. 1944/1945 war Frau E. Götze Eigentümerin. In den 1930er Jahren befand sich der Hausstein unterhalb eines Firmenschilds zwischen dem zweiten und dritten Stock des Hauses. Ende der 1930er Jahre befand sich im Haus die Batikhandlung Ahrendt & Co., der Dentist H. Behrendt, der Steuerberater A. Bredlow, der Friseurmeister Otto Ernst, das Glas- und Porzellangeschäft E. Koch, die Bäckerei F. E. Pflugmacher, die Damenmode Friedel Sasse sowie das Schneideratelier O. Walther |                                       |
| 12 (alt 5)                   |                                                     | In der Zeit vor 1631 war Kurt Hebeker Eigentümer des Brauhauses, 1631 der Seiler Henning Ulrich. Er vererbte die Stätte an die Witwe des Goldschmieds Hans Adam Böttiger, die sie 1678 für 90 Taler an Wiegel verkauft. Der bebaute die wohl infolge der Zerstörung Magdeburgs von 1631 noch leere Stätte neu. Das neue Gebäude hatte jedoch kein Braurecht mehr. Das Anwesen erbte dann der Kutscher David Wiegel, der es 1699, wohl gemeinsam mit der Nummer 11, für 550 Taler an den Schmied Hans Germershausen verkaufte. Seine Erben verkauften beide Grundstücke 1716 für 1040 Taler an Friedrich Andreas Germershausen. Später gehörte dann das wieder gesondert geführte Grundstück Nummer 12 Johann Höpner. |                                       |
| 13 (alt 6)                   |                                                     | Das Brauhaus gehörte in der Zeit vor 1631 Nikolaus Schröder, 1631 und 1651 dann dem Perlensticker Hage Frese. Auf ihn folgte Kaspar Voigt. In den Jahren 1678 und 1683 war der Tischler Peter Rohde Eigentümer des Hauses, das jedoch kein Braurecht mehr hatte. 1699 gehörte es dann seinen Erben, 1715 dann dem Seiler Christoph Leißner. Er verstarb 1718 und vererbte es für 1600 Taler an den Kaufmann Christoph Tesmar. |                                       |
| 14 (alt 7)                   |                                                     | Im Jahr 1651 befand sich hier die Küsterei der Ulrichsgemeinde, 1669 wurde der Brauer Baltasar Lange als Eigentümer geführt. Lange veräußerte die Stätte 1676 für 225 Taler an den Seifensieder Joachim Schulze. Ihm gehörte hier dann 1683 das Haus. Der Kutscher Christoph Becker verkaufte das Haus im Jahr 1709 für 800 Taler an den Schmied Hans Germershausen. 1715 veräußerten es seine Erben für 1500 Taler an Heinrich Wehmeyer, dem es bis 1739 gehörte. |                                       |
| 15 und 15a (alt 8)           |                                                     | In den Jahren 1631 und 1651 war Johann Brauns (auch Brueren) als Eigentümer eingetragen. 1670 gehörte das, zu dieser Zeit als Brauhaus geführte Gebäude, Christian Schrader, 1677 dann seiner Witwe. Otto Melchior von Syborg war 1683 und 1688 Eigentümer. 1708 und 1715 gehörte es dem Stiftsherren zu St. Gangolphi, Albrecht von Syborg. Von etwa 1926/1927 bis 1943 betrieb die Ärztin Rose Senger in der Nummer 15a ihre Praxis. Sie lebte hier bis 1945 und kam beim Bombenangriff vom 16. Januar 1945 ums Leben. |                                       |
| 16 (alt 9)                   |                                                     | Georg Doberitz war 1631 und 1653 Eigentümer, dann Heinrich Doberitz. Im Jahr 1669 veräußerte Martin Arnd die Stelle für 70 Taler an Balzer Lange. Sodann gehörte sie Christian Schröder, 1683 Otto Melchior von Syburg auf den 1692 Albrecht von Syburg folgte. 1708 veräußerte die Frau von Johann Christoph Sendel das Haus für 800 Taler an den Kaufmann Johann Köpke. Der Schiffer Johann Heinrich Deneke (auch Dänicke) war dann 1715 Eigentümer. |                                       |
| 17 (alt 10)                  | Zum Roßmarienstock                                  | Das Brauhaus war ein Lehn des Klosters Unser Lieben Frauen. 1631 besaß es der Bürgermeister Friedrich Moritz. 1651 veräußerten seine Erben die Stätte für 790 Taler an den Handelsmann Heinrich Scheffer, der das wohl infolge der Zerstörung des Stadt von 1631 leere Grundstück 1652 bebaute. Sodann gehörte es Arnd Köpke, der das Haus 1669 für 3700 Taler an Christian Schrader verkaufte. 1679 wurde seine witwe als Besitzerin geführt, 1683 sodann Otto Melchior von Syburg. Der Marschhändler Balzer Lange war 1688 Eigentümer. Langes Erben verkaufte es 1692 für 1800 Taler an den Prediger des Klosters Berge Johann Hahne, der noch bis 1733 Eigentümer blieb. |                                       |
| 18 (alt 11)                  |                                                     | 1631 und 1654 war die Witwe von Johann Sachse Eigentümerin des Brauhauses. Im Jahr 1683 wurde es als Nebenstätte geführt und gehörte Otto Melchior von Syburg. Dem Schiffer Christoph Block gehörte es 1688. Seine Erben veräußerten es 1706 für 1500 Taler an den Kaufmann Andreas Christoph Stentzler, der bis 1741 Eigentümer blieb. |                                       |
| 19 (alt 12)                  |                                                     | In der Zeit vor 1631 gehörte das Brauhaus Hans Höffer, 1631 und 1651 dann der Witwe von Sebastian Karge. 1662 war das Grundstück mit einem Haus bebaut und gehörte Balzer Lange, der auch noch 1687 Eigentümer war. Auf ihn folgte Christoph Block, der 1699 verstarb. Seine Erben veräußerten das Haus 1709 für 1600 Taler an den Amtskammerrat Konrad Friedrich Block und seine Schwester, der Ehefrau von Christian Köppe. Später gehörte es bis 1741 Stentzler. |                                       |
| 19a                          |                                                     | Das Grundstück gehörte als Hinterstelle zum Breiten Weg 166. Noch im Jahr 1829 wurde es ohne eigene Nummer geführt. |                                       |
| 20                           |                                                     | Nach 1683 und bis 1699 gehörte das Haus zum benachbarten Haus Zum warmen Loch (Breiter Weg 165). Sowohl 1631 als auch 1683 wurde als Eigentümer der Stellmacher Engel Brandes geführt. Der Bäcker Andreas Stegmann veräußerte das Gebäude 1699 für 110 Taler an Christoph Block. Das Haus gehörte zum Grundstück Nummer 19. In den 1930er Jahren zählte es mit zum Grundstück Breiter Weg 166. |                                       |

Urkundlich wurden Gebäude in der Straße namentlich erwähnt, die jedoch nicht mehr konkret zugeordnet werden konnten. So das Haus Zu den vier Rossen beim Ulrichstor und Zum Türmchen. Die Häuser Zur weißen Lilie und Zum weißen Roß lagen hinter der Ulrichskirche, so das auch eine Lage nördlich der Kirche denkbar wäre.